# Ivan Anikejev
Ivan Nikolajevič Anikejev (rusky Аникеев, Иван Николаевич; 12. února 1933 Liski, Voroněžská oblast, SSSR – 20. srpna 1992 Bežeck, Tverská oblast, SSSR) byl vojenský letec, jeden z dvaceti členů první skupiny kosmonautů SSSR.

## Základní údaje
V roce 1955 ukončil zdárně Vojenské námořní učiliště a nastoupil jako vojenský letec k námořnictvu. V roce 1960 byl vybrán do dvacetičlenné jednotky prvních kosmonautů SSSR. Zaškoloval se pro program Vostok, zaškolení ukončil v březnu 1960 a dne 8. března 1960 se stal řádným členem jednotky.
V roce 1962, spolu s kamarády Něljubovem a Filaťjevem z jednotky připravujících se kosmonautů, byl zadržen opilý na peronu vlakového nádraží a později, 17. dubna 1963 byli všichni tři za svůj prohřešek z jednotky vyřazeni pro porušení disciplíny.
Vrátil se pak k letectvu. Zemřel v městě Bežeck.